# Andrej Nyikolajevics Kononov
Andrej Nyikolajevics Kononov (Szentpétervár, 1906. október 27. – Leningrád, 1986. október 30.) orosz nyelvész, filológus, turkológus, a Magyar Tudományos Akadémia tiszteleti tagja.

## Életútja és munkássága
A leningrádi Keleti Intézetben fejezte be turkológiai tanulmányait 1930-ban. 1950-től a Leningrádi Állami Egyetem professzoraként oktatott, ezzel párhuzamosan a Keleti Intézet leningrádi szervezeti egységének munkatársa, 1961–1963-ban igazgatója volt.
Tudományos munkássága a török nyelvek általános nyelvészete és története terén volt jelentős. Összeállította a török nyelv addig legteljesebb áttekintést adó monográfiáját, valamint az üzbég irodalmi nyelv nyelvtanát. Behatóan foglalkozott a török nyelvek múltjával, több középkori nyelvemlék – így például a csagatáj Abúlgází Bahádur kán 17. századi, Sandzsara-i Tarákima (’A türkmének családfája’) című munkájának – közreadása és ismertetése fűződik a nevéhez. Turkológiai tudománytörténeti kutatásai is számottevőek, 1974-ben jelent meg szerkesztésében a világ turkológusainak életrajzi lexikona.
1974-től a Szovjet Tudományos Akadémia tagja, de már 1973-tól a testület turkológiai szakosztályának vezetője volt. 1973-ban a Magyar Tudományos Akadémia tiszteleti tagjává választották, emellett tagja volt a Kőrösi Csoma Társaságnak és a Török Nyelvészeti Egyesületnek (Türk Dil Kurumu) is.

## Főbb művei
- Грамматика турецкого языка, 1941
- Грамматика современного турецкого литературного языка, 1956
- «Родословная туркмена»: Сочинение Абу-л-Гази хана Хивинского, 1958
- Грамматика современного узбекского литературного языка, 1960
- Тюркская филология в СССР 1917–1967, 1968
- История изучения тюркских языков в России: Дооктябрьский период, 1972